# Јунион (Луизијана)
Јунион (енгл. Union) насељено је место без административног статуса у америчкој савезној држави Луизијана.

## Демографија
По попису из 2010. године број становника је 892.
| Група             | 2000.    | 2010.       |
| Белци             | 0 (0,0%) | 175 (19,6%) |
| Афроамериканци    | 0 (0,0%) | 715 (80,2%) |
| Азијати           | 0 (0,0%) | 2 (0,2%)    |
| Хиспаноамериканци | 0 (0,0%) | 2 (0,2%)    |
| Укупно            | 0        | 892         |